# Kari Nayanar
Kari Nayanar es el 47.º santo nayanar. Las hagiografías tradicionales como Periya Puranam del siglo XIII d. C. y Thiruthondar Thogai del siglo X d. C. detallan su legendaria vida y servicios al dios hindú Shiva. Kari Nayanar fue un devoto  brahmán  védico, así como un poeta  tamil con una comprensión del sánscrito. El santo poeta compiló las verdades védicas en Kovai, (Antología), una composición tamil titulada Karikkovai. Por estas razones, el santo recibió el nombre de Kari Nayanar.

## Hagiografía
Kari Nayanar nació en una familia de  brahmanes  védicos en Thirukkadaiyur, un pueblo costero situado - 15 km al norte de Karaikal, en la costa este de Tamil Nadu,  uno de los veintinueve estados que, junto con los siete territorios de la Unión, forman la República de la India, donde está el templo Amritaghateswarar - Abirami y el antiguo templo Thirukkadaiyur Mayanam. El santo poeta no sólo era el gran devoto de Shiva, sino también un erudito. El santo, con la ayuda de su aprendizaje del sánscrito y con un conocimiento justo de las verdades védicas, compuso antologías en alabanza de Shiva y de las verdades védicas. El conocimiento de estas citadas verdades originalmente compiladas en lenguaje sánscrito fue diseminado en las composiciones de antologías tamiles, fácilmente comprensibles, rítmicas y llenas de música, que derritieron a todas las regiones tamiles. 
El poeta y santo también compuso antologías para elogiar a los monarcas, es decir, a  Chera, Chozha y  Pandyan, los gobernantes de los tres grandes reinos tamiles. En agradecimiento a sus antologías, el santo poeta fue recompensado con gran cantidad de premios en metálico y regalos. El santo utilizó todas sus ganancias para la causa de los servicios de Saiva y también construyó gran cantidad de templos a Shiva y  sirvió a los devotos de Shiva. Después de prestar los prolongados servicios desinteresados, la devoción, la fe y las intensas oraciones del santo poeta, lo llevaron a alcanzar la morada de Shiva.
El mes Masi del calendario tamil, utilizado por el pueblo tamil del subcontinente indio —Puradam Poorvashada, Purvashada— es ampliamente celebrado como el «Día del Gurú Puja de Kari Nayanar».